# Antidiuretik
Antidiuretik je agens ili lek koji pomaže kontrolu balansa telesne vode putem umanjenja urinacije. Ima suprotno dejstvo u odnosu na diuretike.

## Upotreba
Antidiuretici su lekovi umanjuju zapreminu urina, posebno kod insipidnog dijabetesa (DI) koji je njihova primarna indikacija.

## Primeri
Antidiuretici se dele u:
1. Antidiuretske hormon: ADH/Vazopresin, Desmopresin, Lipresin, Terlipresin
2. Razne: Hlorpropamid, Karbamazepin

## Literatura
1. ↑  Antidiuretic+Agents на 
2. ↑  „antidiuretic at Dorland's Medical Dictionary”.
3. ↑  Kalelioglu I, Kubat Uzum A, Yildirim A, Ozkan T, Gungor F, Has R (2007). „Transient gestational diabetes insipidus diagnosed in successive pregnancies: review of pathophysiology, diagnosis, treatment, and management of delivery”. Pituitary. 10 (1): 87—93. PMID 17308961. doi:10.1007/s11102-007-0006-1.